# Catholic School Girls Rule
"Catholic School Girls Rule" é uma canção do álbum de 1985 Freaky Styley da banda The Red Hot Chili Peppers. A música é inspirada numa garota de 14 anos que estudava numa escola católica que o cantor Anthony Kiedis brevemente encontrou nos bastidores de um concerto antes de descobrir sua idade.
Embora nunca tenha sido lançada como single de rádio própria, um videoclipe para a canção foi feita e foi dirigido pelo amigo de longa data Dick Rude, mas só foi teve uma aparição na TV  fazendo a sua única aparição no canal Playboy por causa de uma cena de nudez, e porque também contou com Kiedis cantando numa cruz.
A canção só foi tocada ao vivo por duas vezes desde 1987, sendo tocada em 19 de abril de 2007, que foi a primeira vez que a banda tem tocado desde 1991 e apenas pela segunda vez com John Frusciante e Chad Smith.

## Créditos
- Flea – baixo
- Anthony Kiedis – vocais
- Cliff Martinez – bateria
- Hillel Slovak – guitarra